# 硼化锇

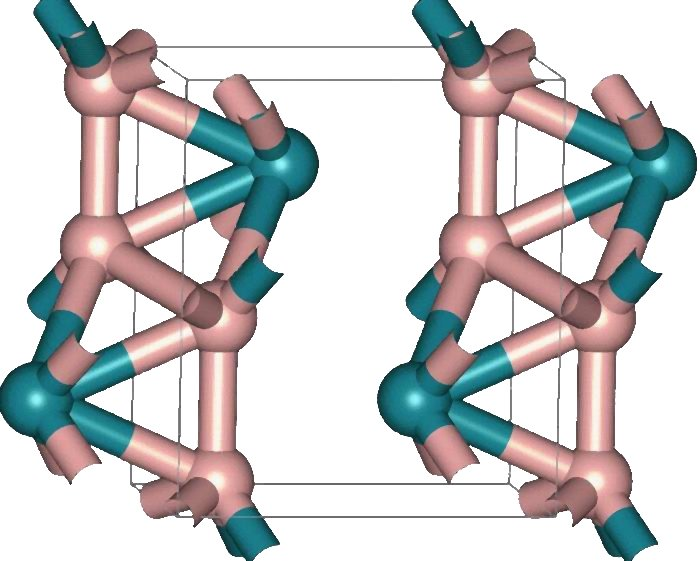
正交OsB_{2}的结构。绿色原子是钨，粉红色原子是硼

硼化锇是锇和硼的化合物。它们最显着的特性是潜在的高硬度。人们认为锇的高电子密度和硼-锇共价键的强度会使锇硼化物成为超硬材料，但这仍未得到证实。例如，OsB2很坚硬（硬度与蓝宝石相若），但不足以称得上超硬材料。

## 合成
硼化锇在真空或惰性环境中制备，以防止危险的四氧化锇形成。硼化锇在高温（~1000 °C）下由MgB2和OsCl3的混合物合成。

## 结构
已知至少有三种硼化锇：OsB、Os2B3和OsB2。前两者具有六边形结构，类似于二硼化铼。二硼化锇最初也被认为具有六方的，但它的一个相后来被重新分配为正交相。在近期合成方法中，发现Os2的六方相具有与ReB2相似的结构。